# Occupazione sovietica della Manciuria
L'occupazione sovietica della Manciuria durò dall'agosto 1945, quando i sovietici invasero la Manciuria all'inizio della guerra sovietico-giapponese, fino al maggio 1946, quando si ritirarono, lasciando il territorio in mano ai comunisti cinesi che ne fecero un importante baluardo per la diffusione del comunismo nella Cina continentale durante la guerra civile cinese.

## Storia
L'11 febbraio 1945 Stalin, Roosevelt e Churchill firmarono un accordo della conferenza, secondo il quale i sovietici avrebbero dichiarato guerra al Giappone entro tre mesi dalla resa nazista, in cambio l'Unione Sovietica avrebbe esercitato l'influenza sulla Manciuria del secondo dopoguerra e ricevuto concessioni territoriali.
Tenendo conto della promessa, Stalin invase la Manciuria il 9 agosto del 1945, mossa che ruppe il Patto nippo-sovietico di non aggressione firmato nel 1941 aprendo una delle più grandi campagne della Seconda guerra mondiale. L'immensa Armata Rossa sconfisse rapidamente le truppe giapponesi facendo un gran numero di prigionieri e liberò altrettanto velocemente Mengjiang, la parte sud di Sachalin e la metà settentrionale della penisola coreana. La rapida sconfitta dell'Armata del Kwantung, assieme ai bombardamenti atomici di Hiroshima e Nagasaki, contribuì alla resa incondizionata del Giappone del 15 agosto dello stesso anno.